# Guerre bulgaro-bizantine
Le guerre bulgaro-bizantine furono una serie di conflitti combattuti tra i bizantini e i bulgari in epoca medievale. Esse iniziarono quando i proto-bulgari migrarono nella penisola balcanica nel VII secolo, riuscendo a costituire un proprio regno nei Balcani a spese di Bisanzio, che perse così il controllo di alcuni territori. I due popoli continuarono a scontrarsi per tutto il secolo successivo con alterne fortune, fino a quando i bulgari, condotti da Krum, inflissero una serie di devastanti sconfitte ai propri avversari. Dopo la morte di Krum nell'814, suo figlio Omurtag negoziò un trattato di pace dalla durata trentennale. A partire dall'894, anno di scoppio della cosiddetta guerra del commercio, l'imperatore bulgaro Simeone I sconfisse i bizantini e tentò al contempo di formare un grande Stato nell'Europa orientale, malgrado le sue ambizioni non si concretizzarono del tutto.
Nel 971 l'imperatore bizantino Giovanni I Zimisce conquistò parte dell'impero bulgaro sconfiggendo Boris II e conquistando Preslav, la capitale bulgara. Costantinopoli sotto Basilio II annesse completamente al suo impero la Bulgaria nel 1018, pochi anni dopo la disastrosa disfatta bulgara riportata nella battaglia di Kleidion (1014). Ci furono alcune ribellioni contro la dominazione bizantina tra il 1040 e il 1041 (rivolta di Peter Deljan), e tra 1070 e 1090, ma esse fallirono tutte. Nel 1185, tuttavia, Teodoro Pietro e Ivan Asen diedero il via a una rivolta, che l'impero bizantino, indebolito da lotte dinastiche interne, non riuscì a sedare; la rivolta ebbe successo ed i bulgari riottennero l'indipendenza da Bisanzio.
Dopo che con la quarta crociata i latini conquistarono Costantinopoli nel 1204, l'imperatore bulgaro Kalojan tentò di stabilire delle relazioni amichevoli con i nuovi vicini, ma l'appena creato impero latino rifiutò ogni offerta di alleanza. In seguito, Kalojan decise quindi di allearsi con i niceani, uno degli stati bizantini nati dopo la caduta di Costantinopoli, riducendo il potere dei crociati in quell'area. Anche se suo nipote Boril si alleò con l'impero latino, i successori di Boril si schierarono dalla parte dei niceni, nonostante continuassero a subire da essi alcuni attacchi. Dopo il collasso dell'impero latino, i bizantini, approfittando di una guerra civile in corso in Bulgaria, conquistarono parte della Tracia, ma l'imperatore bulgaro Teodoro Svetoslav riconquistò queste terre. Le guerre bulgaro-bizantine continuarono fino all'arrivo degli ottomani, che conquistarono l'impero bulgaro nel 1422 e quello bizantino nel 1453.

## Campagna di Asparuh
Il primo scontro tra bizantini e proto-bulgari avvenne quando il figlio minore del Khan Kubrat, Asparuh, si mosse a occidente, occupando l'odierna Bessarabia meridionale. Asparukh sconfisse i bizantini di Costantino IV, che condusse un'operazione combinata per terra e per mare contro gli invasori e assediò il loro accampamento fortificato a Ongal. Ammalatosi, l'imperatore dovette lasciare l'esercito, che si fece prendere dal panico e venne sconfitto dai proto-bulgari. Nel 681, Costantino fu costretto a riconoscere lo Stato bulgaro in Mesia e dovette pagare del denaro in modo da evitare future incursioni nella Tracia bizantina. Otto anni dopo, Asparukh condusse una vittoriosa campagna nella Tracia bizantina.

## Campagne di Tervel
Il deposto imperatore Giustiniano II giunse a chiedere aiuto nel 705 al sovrano Tervel, figlio di Asparukh. Grazie alle truppe fornite dai bulgari, Giustiniano poté ritornare sul trono in cambio dell'amicizia, di doni,l e della mano della figlia. Con un esercito di cavalieri fornitogli da Tervel, Giustiniano avanzò verso Costantinopoli e riuscì a entrare nella città nel 705. Giustiniano giustiziò coloro che lo avevano spodestato, gli imperatori Leonzio e Tiberio III, insieme a molti dei loro sostenitori. Giustiniano premiò Tervel con molti doni, il titolo di kaisar (Cesare), che lo rese secondo solo all'imperatore e il primo re straniero nella storia bizantina a ricevere tale titolo. Tuttavia, si ignora se effettuò una concessione territoriale nella Tracia nord-orientale, ovvero una regione chiamata Zagore. Non si sa se Anastasia, la figlia di Giustiniano, si sposò con Tervel come promesso.
Solo tre anni dopo, Giustiniano II stesso violò quest'accordo e tentò di riprendersi con le armi l'area ceduta. Tervel lo sconfisse nella battaglia di Anchialo (o Ankhialo) nel 708. Nel 711, dovendo affrontare una seria rivolta scoppiata in Asia Minore, Giustiniano chiese di nuovo aiuto a Tervel e, nonostante la scaramuccia precedente, il bulgaro inviò comunque 3 000 uomini a supportare il bizantino. Sconfitto con l'astuzia dall'imperatore ribelle Filippico, Giustiniano venne catturato e giustiziato, mentre ai suoi alleati bulgari venne permesso di ritirarsi nella loro patria. Tervel approfittò del caos a Bizanzio per saccheggiare la Tracia nel 712, causando svariati danni e spingendosi verso Costantinopoli.
Secondo l'Imennik, Tervel sarebbe morto nel 715. Tuttavia, lo storico bizantino Teofane Confessore sostiene che Tervel inviò dei rinforzi contro gli Arabi nel 717 in soccorso dei romei durante l'assedio di Costantinopoli. Secondo Teofane, in quest'ultima occasione, i bulgari massacrarono circa 22 000 arabi. Nel 718 o 719, Tervel giocò forse un ruolo nella tentata restaurazione del deposto imperatore Anastasio II. Se Teofane dicesse la verità, potrebbe essere stato Tervel l'imperatore bulgaro che firmò un nuovo trattato (il quale confermava il tributo annuale che i bizantini dovevano pagare alla Bulgaria e le concessioni territoriali effettuate in Tracia, regolando le relazioni commerciali e il trattamento dei rifugiati politici) con l'imperatore bizantino Teodosio III nel 716.

## Campagne di Costantino V

I Bulgari massacrano i Bizantini

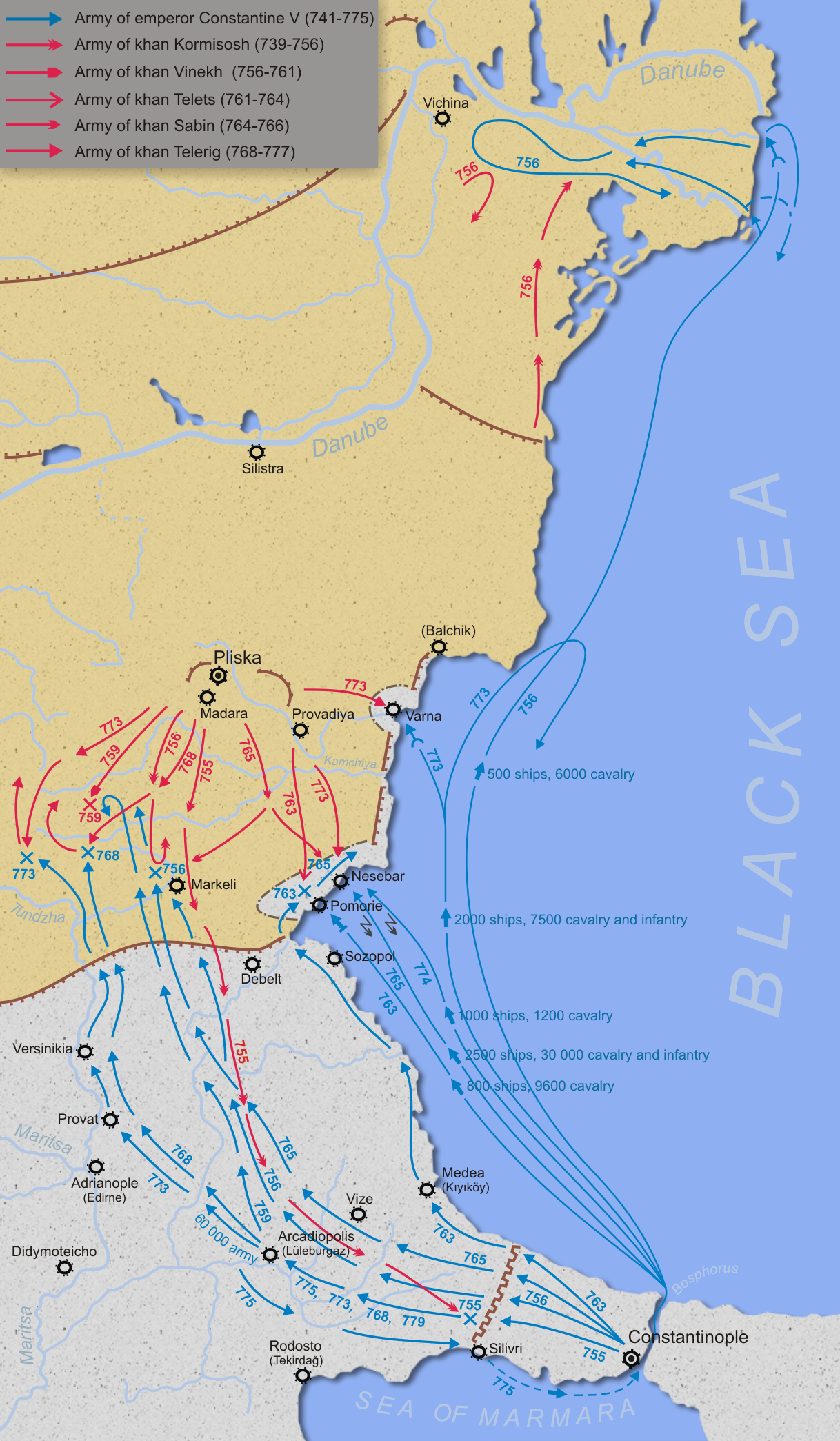
Guerre bulgaro-bizantine (741-775)

Non si conoscono i dettagli delle relazioni bilaterali tra il 720 e il 750, ma è verosimile che la Bulgaria attraversò un lungo periodo di crisi e di irrequietezza, mentre i bizantini consolidarono le loro posizioni. Tra il 756 e il 775, il nuovo imperatore bizantino Costantino V condusse ben nove campagne contro i bulgari in modo da portare il confine bizantino al Danubio. Dato al frequente cambio di re (otto khan in vent'anni) e la costante crisi politica, la Bulgaria era sul punto di collassare.
Nella sua prima campagna nel 756, Costantino V ebbe successo e riuscì a sconfiggere i bulgari due volte, ma nel 759, Vinekh, il khan bulgaro, inflisse una sconfitta decisiva all'esercito bizantino nella Battaglia del passo Riški. Vinekh cercò di fare pace con i bizantini, ma venne assassinato dai nobili bulgari. Il nuovo re, Telec, fu sconfitto nella battaglia di Anchialo nel 763. Nelle successive campagne, entrambi gli eserciti non ottennero nessun successo significativo, perché i bizantini non riuscivano a passare attraverso le montagne dei Balcani e la loro flotta fu distrutta due volte da forti tempeste (2 600 navi vennero affondate da una tempesta nel 765). Nel 774, i bizantini sconfissero i bulgari a Berzitia, ma questo fu l'ultimo successo di Costantino V; come conseguenza della loro sconfitta, i bulgari presero molte precauzioni per sbarazzarsi delle spie bizantine a Pliska. Il khan Telerig mandò un emissario segreto a Costantino V, con cui comunicava la propria intenzione di fuggire dalla Bulgaria e trovare rifugio presso l'imperatore, chiedendone l'ospitalità. Telerig riuscì in tal modo a far sì che l'imperatore lasciasse scoprire i propri agenti in Bulgaria, i quali vennero rintracciati e giustiziati. Malgrado Bisanzio stesse pensando di reagire, ogni azione fu impedita dalla morte di Costantino V, avvenuta nel 775.

## Campagne di Costantino VI e Irene d'Atene
Nel 792, l'imperatore bizantino Costantino VI era di fatto assistito al potere da sua madre, Irene, vera reggente dell'Impero. Egli lanciò una spedizione punitiva contro la Bulgaria, rea di aver effettuato delle incursioni nella valle dello Strimone a partire dal 789. L'imperatrice co-regnante Irene desiderava infatti recuperare i territori persi nei Balcani e attuare una spietata politica di ellenizzazione della popolazione slava.
Durante il governo del re bulgaro Kardam (al potere dal 777 all'803), le schermaglie con i bizantini si trascinarono su scala minore per diverso. Nel luglio del 792, Costantino VI condusse un altro esercito contro i Bulgari verso la frontiera a Marcellae, presso Karnobat, dove subì una sconfitta umiliante che lo vide fuggire dal campo di battaglia mentre i suoi generali vennero fatti prigionieri. Questa battuta d'arresto lo costrinse a stipulare un trattato decisamente sfavorevole per Costantinopoli.
Dal 796, il governo imperiale non si dimostrò più disposto a pagare il tributo, specialmente dopo che Kardam pretese dalla controparte il versamento di una somma ancora maggiore. Secondo lo storico Teofane Confessore, Costantino VI si prese gioco della richiesta mandando come «tributo appropriato» dello sterco anziché dell'oro e promettendo di condurre una nuova armata contro l'ormai vecchio Kardam a Marcellae. Ancora una volta, l'esercito imperiale si diresse a nord e si scontrò di nuovo con Kardam presso Adrianopoli. Le armate si studiarono reciprocamente per 17 giorni senza combattere, mentre i due monarchi cercavano di giungere a un accordo. Alla fine, il conflitto venne evitato e la pace venne ripristinata alle stesse condizioni del 792.
Un anno dopo Costantino VI venne fatto uccidere da sua madre, Irene, che assunse a tutti gli effetti il governo dell'Impero, diventando imperatrice reggente.

## Campagne del khan Krum
Il khan Krum avviò una politica aggressiva nei Balcani, saccheggiando la valle dello Strimone (fiume) nell'807. In quell'occasione prevalse sull'esercito bizantino e si impossessò di un'enorme quantità di oro, funzionale a retribuire i soldati romei. Nell'809, Krum assediò e conquistò Serdica (Sofia), massacrando la guarnigione bizantina nonostante la sua promessa di un salvacondotto. Questo provocò la reazione dell'imperatore bizantino Niceforo I, che procedette a insediare le popolazioni anatoliche lungo la frontiera per proteggerle. Tentò anche di riconquistare e rifortificare Serdica, ma la sua impresa fallì.

### Conflitto con Niceforo I
Nella primavera dell'811, Niceforo I organizzò una fruttuosa spedizione contro la Bulgaria, la quale fu colta di sorpresa e dovette assistere impotente alla distruzione di Marcellae (vicino a Karnobat). Krum tentò di negoziare la pace nell'estate 811, ma Niceforo si dimostrò determinato a continuare la sua avanzata. Il suo esercito riuscì a evitare le imboscate bulgare sui Monti Balcani e sconfisse un'armata bulgara che cercò invano di fermare la sua avanzata verso la Mesia. Un altro esercito bulgaro venne sbaragliato prima che i bizantini raggiungessero le mura poco fortificate della capitale bulgara, Pliska, che cadde il 20 luglio. Qui Niceforo, che era stato ministro delle finanze prima di diventare imperatore, si impossessò dei tesori di Krum e ordinò al suo esercito di incendiare la città e, con molta crudeltà, di massacrare la popolazione locale.
Preoccupato per la mancanza di disciplina nel suo esercito, Niceforo decise di ritirarsi in Tracia. Nel frattempo, Krum aveva mobilitato gran parte dei suoi sudditi (donne incluse) e aveva iniziato a preparare trappole e imboscate lungo le gole di montagna in modo da decimare l'esercito bizantino. All'alba del 26 luglio i Bizantini caddero in un'imboscata nella gola di Vărbica. Niceforo venne ucciso in battaglia insieme a molte delle sue truppe, mentre suo figlio Stauracio venne portato al sicuro dalla guardia del corpo imperiale dopo aver ricevuto una ferita paralizzante al collo. Secondo la tradizione, Krum teneva il teschio dell'imperatore insieme con l'argento e lo utilizzava come coppa. Per la sua brutalità, Krum venne soprannominato "il nuovo Sennacherib".

### Conflitto con Michele I Rangabe

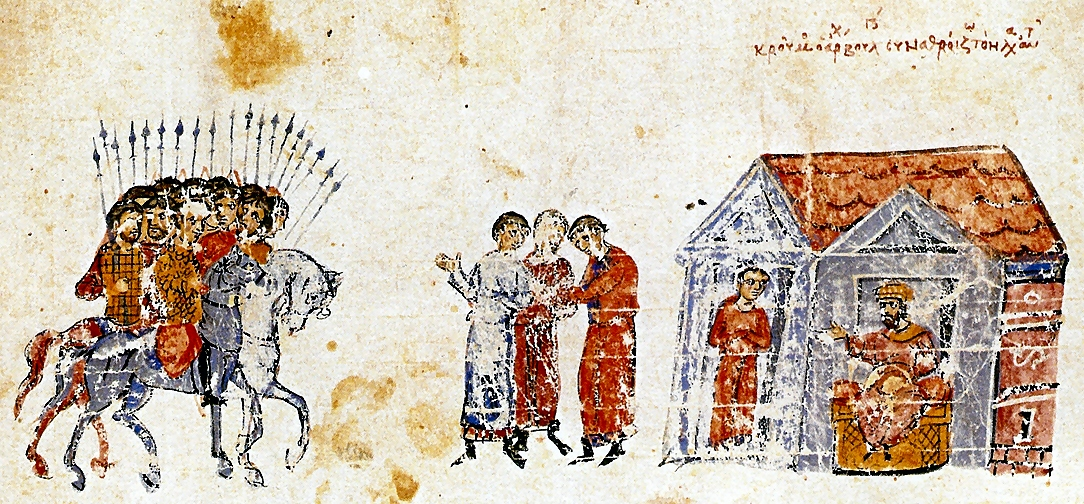
Krum raduna il suo esercito per sconfiggere i bizantini

Stauracio fu costretto a abdicare dopo un breve regno (morì a causa di quella ferita nell'812), e gli successe al trono il cognato Michele I Rangabe, che si dimostrò un «sovrano debole». Nell'812 Krum invase la Tracia bizantina, conquistando Develtos e costringendo la popolazione delle fortezze vicine a rifugiarsi a Costantinopoli. Krum offrì a Bisanzio una pace alle sue condizioni, ma il nuovo imperatore Michele I rifiutò la proposta, non volendo compromettere il suo regime con la debolezza. Opponendosi ostinatamente alla clausola sullo scambio di disertori e al fine di esercitare maggiori più pressioni sull'imperatore, Krum assediò e conquistò Mesembria (Nesebăr) nell'autunno dell'812.
Nel febbraio 813, i bulgari effettuarono delle incursioni in Tracia, ma vennero respinti dai bizantini. Incoraggiato da questo successo, Michele I radunò truppe da tutto l'impero e con esse si diresse a nord, sperando in una vittoria decisiva. Krum condusse il suo esercito a sud verso Adrianopoli e si accampò presso Versinikia. Michele I allineò il suo esercito per combattere i bulgari, ma nessuno dei due schieramenti colpì l'altro per due settimane. Alla fine, il 22 giugno dell'813, i bizantini sferrarono il primo attacco ma vennero immediatamente messi in fuga dal nemico. Con la cavalleria di Krum all'inseguimento, la disfatta di Michele I era completa e Krum avanzò fino a Costantinopoli, sia pur solo a scopo intimidatorio. A causa della disfatta, Michele fu costretto a abdicare e a diventare un monaco (fu il terzo imperatore bizantino a perdere il potere o la vita a causa di Krum).

### Conflitto con Leone V l'Armeno
Il nuovo imperatore, Leone V l'Armeno, chiese la pace, e riuscì a organizzare un incontro con Krum. Quando quest'ultimo arrivò, inaspettatamente gli arcieri bizantini lo attaccarono e lo ferirono mentre il re dei bulgari fuggiva. Furioso per l'attacco a tradimento, Krum devastò i dintorni di Costantinopoli e si diresse a casa, conquistando Adrianopoli lungo la strada e deportando i suoi abitanti (inclusi i genitori del futuro imperatore Basilio I) lungo il Danubio. Nonostante l'avvicinarsi dell'inverno, Krum approfittò del buon tempo per inviare un folto esercito in Tracia, che conquistò Arcadiopoli (Lüleburgaz) e fece numerosi prigionieri. Il bottino di guerra arricchì Krum e la sua nobiltà, e includeva elementi architettonici utilizzati nella ricostruzione di Pliska, che venne ricostruita grazie al lavoro degli artigiani romei prigionieri.
Krum trascorse l'inverno a preparare una grande campagna contro Costantinopoli e all'inizio della primavera si preparò a marciare verso sud-est, ma prima che le operazioni militari potessero avere luogo egli morì il 13 aprile 814; gli successe il figlio Omurtag.

### Trattato di pace di Omurtag

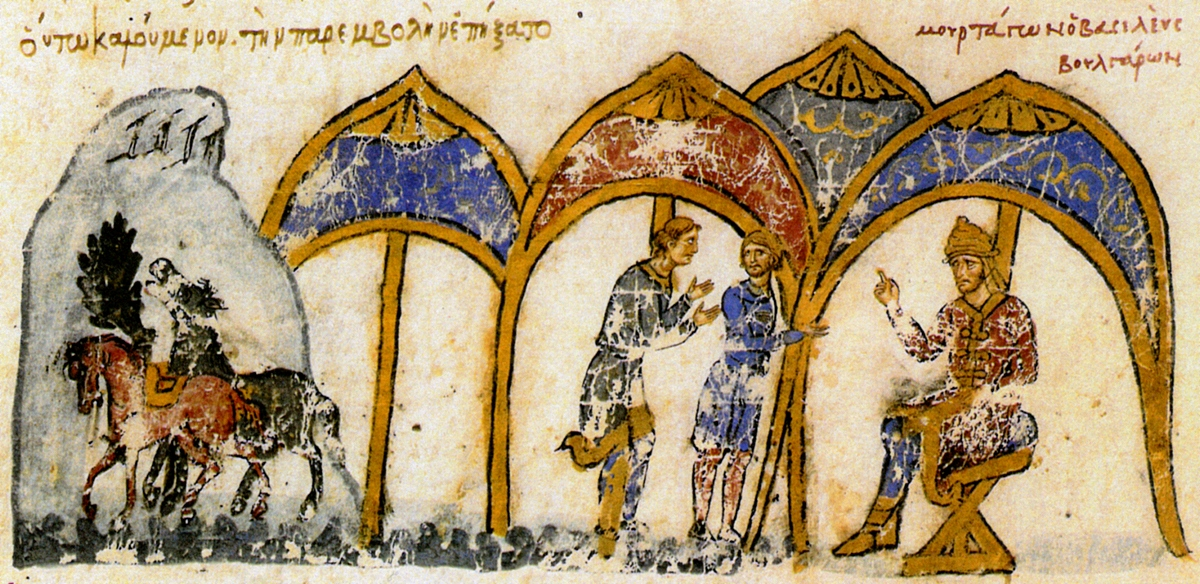
Omurtag invia una delegazione ai Bizantini

Appena salito al trono, Omurtag decise, dopo aver rifiutato tutte le offerte di pace bizantine, di invadere l'impero bizantino. I bulgari penetrarono a sud fino all'odierna Babaeski, ma vennero sconfitti lì dall'Imperatore Leone V l'Armeno, e Omurtag scappò dal campo di battaglia con il suo veloce cavallo.
La possibilità di un'alleanza anti-bulgara tra bizantini e franchi, la necessità di consolidare l'autorità bulgara nelle terre appena conquistate e la minaccia delle tribù delle steppe persuasero Omurtag a firmare un trattato di pace ventennale con i bizantini nell'815, il cui testo venne inciso su una colonna trovata presso il villaggio di Selci, nell'oblast di Šumen. Secondo quell'iscrizione il trattato riguardava la questione dei confini in Tracia e la questione degli slavi che rimasero a Bisanzio in cambio degli altri prigionieri di guerra. È evidente che Omurtag si fosse convinto sulla necessità di giungere a una pace per stabilizzare il suo Stato.
Il trattato venne rispettato da entrambe le parti e venne rinnovato dopo ascesa al trono del nuovo imperatore bizantino Michele II nell'820. Nell'823 Tommaso lo Slavo si ribellò all'imperatore bizantino e assediò Costantinopoli per impadronirsi del trono. Non è noto se il trattato bilaterale prevedesse una clausola al riguardo, ma il khan Omurtag inviò un esercito per aiutare Michele II a soffocare la rivolta; i bulgari attaccarono i ribelli dalle retrofile e li sconfissero.

## Breve guerra con Teofilo
Dopo la scadenza del trattato di pace ventennale nell'836, l'Imperatore Teofilo saccheggiò alcune regioni oltre il confine bulgaro. I bulgari si vendicarono, e sotto il comando di Isbul, ministro del khan Malamir, raggiunsero Adrianopoli. A quel tempo, se non prima, i bulgari annessero al loro impero Filippopoli (Plovdiv) e i suoi dintorni. Alcune iscrizioni monumentali oggi sopravvissute accennano alle vittorie bulgare, ma la guerra terminò non tanto per queste operazioni quanto per causa delle popolazioni slave situate nei pressi di Salonicco ribellatesi ai bizantini nell'837.
L'imperatore Teofilo chiese aiuto ai bulgari per debellare la ribellione, ma contemporaneamente ordinò alla sua flotta di percorrere il delta del Danubio ed evacuare clandestinamente alcuni dei prigionieri bizantini portati nella Bulgaria transdanubiana da Krum e Omurtag. Per vendicarsi, Isbul invase le coste bagnate dall'Egeo di Tracia e Macedonia e conquistò la città di Filippi, dove fece incidere un'iscrizione memoriale, tuttora esistente, in una chiesa locale. Durante la sua campagna, Isbul potrebbe aver sottomesso la tribù slava degli Smoljani.

## Ambizioni imperiali di Simeone I

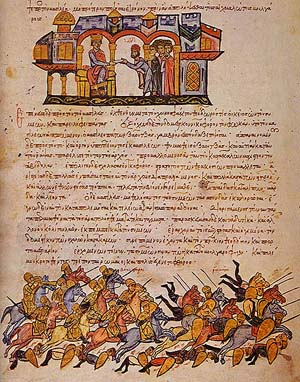
I Bulgari mettono in fuga i Bizantini a Bulgarofigo nell'896

Quando Simeone I ascese al trono nell'893, la lunga tregua tra i due imperi stava per giungere alla fine. Un nuovo conflitto, noto storiograficamente come guerra del commercio, scoppiò quando l'imperatore bizantino Leone VI il Saggio, persuaso dalla moglie Zoe Carbonopsina e dal padre, trasferì il mercato dove si vendeva merce bulgara da Costantinopoli a Tessalonica, dove i mercanti bulgari vennero pesantemente tassati. Costretto all'azione, nell'autunno 894 Simeone invase l'Impero bizantino da nord, incontrando poca resistenza a causa della concentrazione della maggior parte delle truppe bizantine in Anatolia orientale per respingere le invasioni arabe. Informato dell'offensiva bulgara, il sorpreso Leone mandò un esercito costituito da guardie e altre unità militari a fermare Simeone, ma le sue truppe vennero surclassate e messe in fuga nel thema di Macedonia. Gli Ungari riuscirono a sconfiggere l'esercito di Simeone due volte, ma nell'896 vennero sconfitti nella Battaglia del Bug meridionale. La guerra finì nell'896 con una grande vittoria bulgara presso Bulgarofigo nella Tracia orientale. Il mercato ritornò a Costantinopoli e i bizantini dovettero pagare un tributo annuale alla Bulgaria. Inoltre con l'aiuto dei Peceneghi Simeone riuscì a respingere un'invasione magiara, il cui popolo si era alleato con i bizantini.

Battaglia di Anchialo (917)

Dopo la morte di Leone VI l'11 maggio 912 e l'ascesa al trono del figlio ancora fanciullo Costantino VII sotto la reggenza del fratello di Leone Alessandro, che espulse la moglie di Leone Zoe dal palazzo, Simeone reclamò il titolo imperiale e cercò di sostituirsi a Bisanzio come potenza principale della regione, probabilmente creando un nuovo impero bulgaro-bizantino. Alessandro morì il 6 giugno 913, lasciando la capitale nell'anarchia e il governo dell'impero nelle mani di un'assemblea di reggenza capeggiata dal patriarca Nicola Mystikos. Ciò concesse al sovrano bulgaro, che aveva mire imperialistiche, la grande opportunità di tentare una campagna contro la capitale bizantina, e così attaccò in forze nel luglio-agosto e raggiunse Costantinopoli senza incontrare una seria resistenza (si tratta dei primi episodi legati alla lunga guerra bulgaro-bizantina del 913-927). I negoziati si protrassero fino alla soluzione del pagamento dei tributi che i romei non avevano versato, la promessa che Costantino VII avrebbe sposato una delle figlie di Simeone e soprattutto il riconoscimento di Simeone quale imperatore (zar) dei bulgari dal patriarca Nicola nel palazzo delle Blacherne. Fino alla fine del suo regno Simeone si fece indicare come "Imperatore dei bulgari e dei romani".
Subito dopo la visita di Simeone a Costantinopoli, Zoe, la madre di Costantino, fece ritorno a palazzo su pressione del giovane imperatore e procedette immediatamente ad eliminare i reggenti. Con un complotto riuscì ad assumere il potere nel febbraio 914, rimuovendo dal governo il patriarca Nicola, disconoscendo e oscurando il suo riconoscimento del titolo imperiale di Simeone e rifiutando il matrimonio pianificato del proprio figlio con una delle figlie di Simeone. Come rappresaglia invase la Tracia nell'estate del 914 e prese Adrianopoli. Nel 917, un esercito bizantino particolarmente potente guidato da Leone Foca, figlio di Niceforo Foca, invase la Bulgaria accompagnato dalla marina bizantina sotto il comando Romano Lekapenos, che navigò fino ai porti bulgari sul Mar Nero. Sulla strada per Mesembria (Nesebăr), dove pensavano di essere rifornite di truppe dalla flotta, le forze di Foca si accamparono vicino al fiume Achelaos, non lontano dal porto di Anchialo (Pomorie). Dopo essere stato informato dell'invasione, Simeone corse ad intercettare i bizantini e li attaccò dalle colline circostanti mentre erano accampati disordinatamente. Nella battaglia di Anchialos del 20 agosto 917, una delle più grandi della storia medievale, i bulgari misero completamente in fuga i bizantini ed uccisero la maggior parte dei loro comandanti, anche se Leone Foca riuscì a scappare a Mesembria. Come risultato di questa vittoria Simeone portò nella sua orbita i capi peceneghi e cominciò un'offensiva contro i domini bizantini in Europa. I bulgari inseguirono il resto dell'esercito bizantino e li raggiunsero al villaggio di Katasyrtai nelle immediate vicinanze di Costantinopoli.
Simeone adottò una politica aggressiva riguardo ai principati serbi che supportavano continuamente Bisanzio. Le truppe bulgare condotte da Todor Sigrica e Marmais invasero la regione, deponendo un paio di zupani locali (Petar Gojniković e Pavle Branović). Nello stesso tempo, l'ammiraglio Romano Lekapenos rimpiazzò Zoe come reggente del giovane Costantino VII nel 919 e ottenne il rango di co-imperatore nel dicembre 920, assumendo l'effettivo governo dell'impero. Non più capace di arrivare al trono bizantino per mezzi diplomatici, l'infuriato Simeone doveva di nuovo muovere guerra per imporre il proprio volere. Tra il 920 e il 922, la Bulgaria aumentò la pressione su Bisanzio, muovendo campagne militari in Tessaglia raggiungendo l'istmo di Corinto, e ad est in Tracia, attraversando i Dardanelli per assediare la città di Lampsaco. Le forze di Simeone apparvero alle porte di Costantinopoli nel 921, quando chiesero la deposizione di Romano e presero Adrianopoli, e nel 922, quando vinsero a Pigae, radendo al suolo la maggior parte del Corno d'Oro e assediando Bizye.

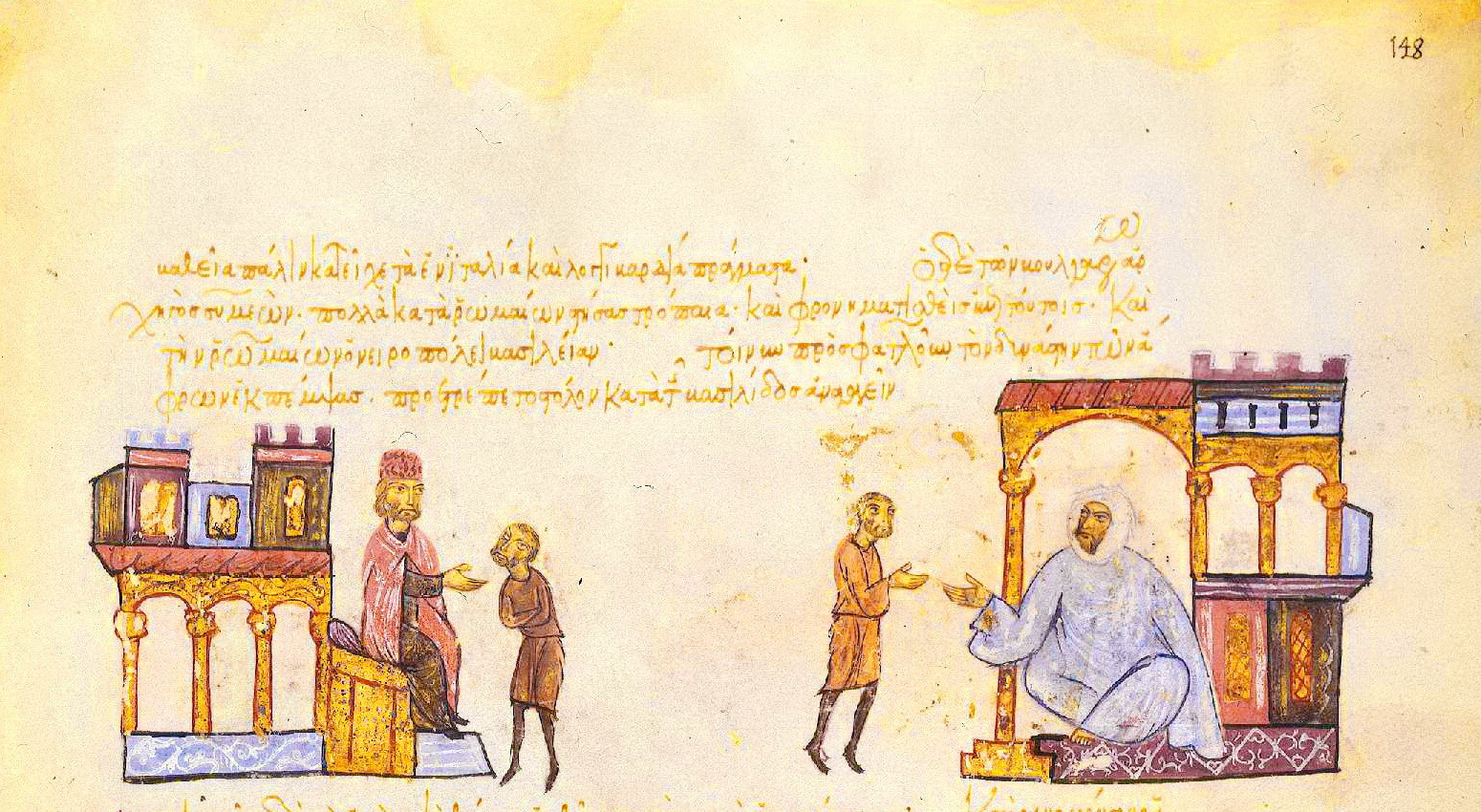
Simeone invia degli emissari ai Fatimidi. Miniatura tratta dallo Scilitze di Madrid

Impossibilitato a conquistare Costantinopoli, Simeone pianificò una grande campagna nel 924 e mandò degli inviati al califfo fatimide Ubayd Allah al-Mahdi, il quale possedeva una potente flotta di cui Simeone aveva bisogno. Il califfo si trovò d'accordo e mandò i propri rappresentanti al sovrano bulgaro per stilare l'alleanza. Ad ogni modo gli inviati vennero catturati dai bizantini in Calabria. Romano offrì la pace agli arabi, aumentando questa offerta con doni generosi e riuscì a scongiurare il rischio di stringere un accordo con la Bulgaria.
Nel 924 Simeone mandò un'armata guidata da Časlav Klonimirović a deporre un suo ex alleato, Zaharija Pribislavljević. Ebbe successo e Zaharije scappò in Croazia. Nell'estate dello stesso anno, Simeone arrivò a Costantinopoli e chiese di essere ricevuto dal patriarca e dall'imperatore. Si accordò con Romano stipulando una tregua il 9 settembre 924, ai sensi della quale Bisanzio avrebbe pagato alla Bulgaria una tassa annuale, riconsegnando però in mani bizantine alcune città sulla costa del Mar Nero. Nel 926, le truppe di Simeone invasero la Croazia, al tempo alleata con i bizantini, ma vennero fermate dall'esercito di re Tomislao nella battaglia delle colline bosniache. Temendo una rappresaglia bulgara, Tomislao accettò di rinunciare all'alleanza con Bisanzio e strinse al pace sulla base dello status quo, negoziato dal legato papale Madalberto.
Simeone morì di un attacco cardiaco nel suo palazzo a Preslav il 27 maggio 927, dopo quattordici anni di guerra contro l'impero bizantino.

## Relazioni di Pietro con i bizantini

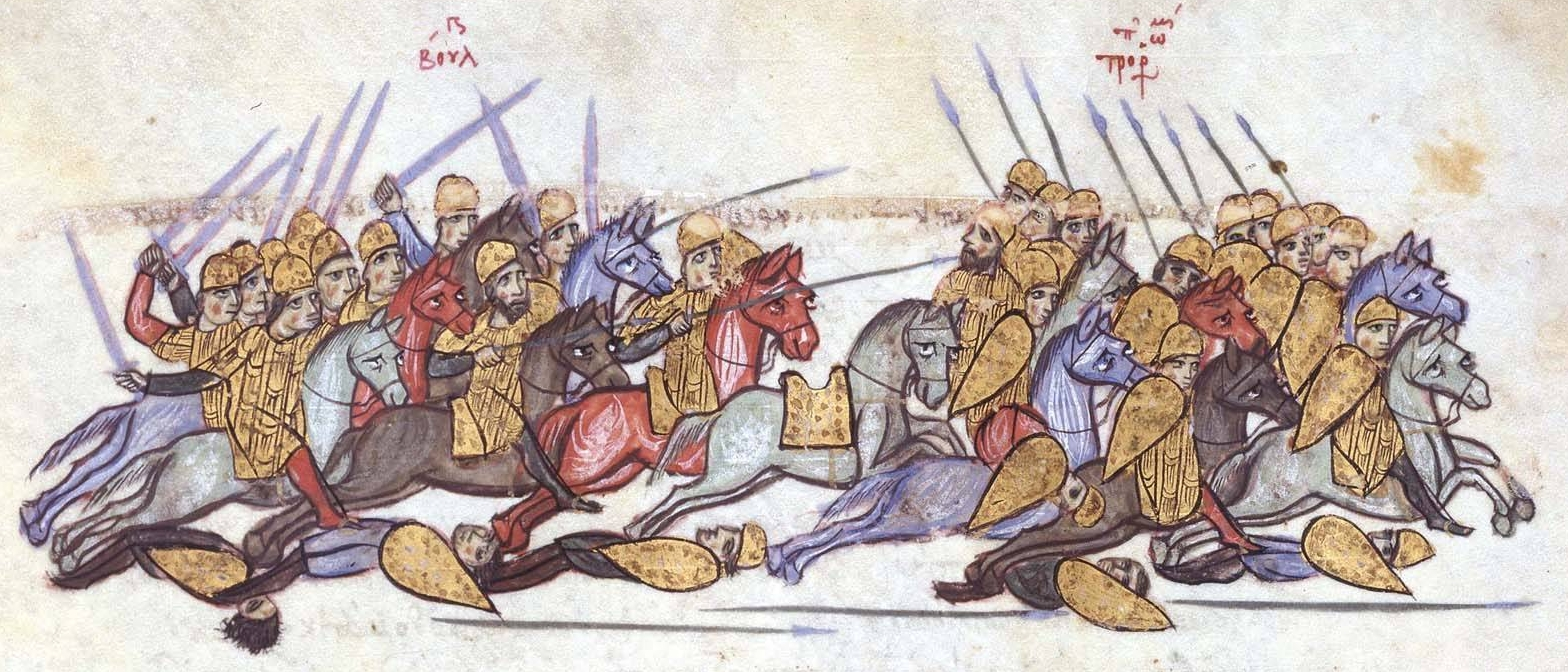
La vittoria bulgara ad Anchialo

Il figlio di Simeone, Pietro I governò per un lungo periodo di pace per l'impero, ma dopo che sua moglie morì nella metà degli anni 960, l'imperatore Niceforo II Foca si rifiutò di pagare il tributo annuale alla Bulgaria nel 966, lamentandosi dell'alleanza bulgara con i magiari e intraprendendo una dimostrazione di forza al confine bulgaro. Dissuaso dal compiere un attacco diretto, Niceforo II mandò un messaggero al principe di Kiev Svjatoslav Igorevič per organizzare un attacco contro la Bulgaria da nord. Sviatoslav lanciò una campagna con una vasta forza d'attacco, e spinse i bulgari sul Danubio, assediando circa 80 fortezze bulgare nel 968. Impressionato dal successo dell'alleato e sospettoso delle sue effettive intenzioni, l'imperatore Niceforo II si affrettò quindi a fare la pace con la Bulgaria e organizzò il matrimonio dei suoi eredi, i futuri imperatori Basilio II e Costantino VIII, a due principesse bulgare. Due dei figli di Pietro vennero mandati a Costantinopoli sia in veste di negoziatori sia come ostaggi onorari. Allo stesso tempo, Pietro riuscì ad assicurare la ritirata delle truppe di Kiev, incitando i tradizionali alleati della Bulgaria, i Peceneghi, ad attaccare i territori in mano all'odierna capitale ucraina.

## Sottomissione all'Impero bizantino

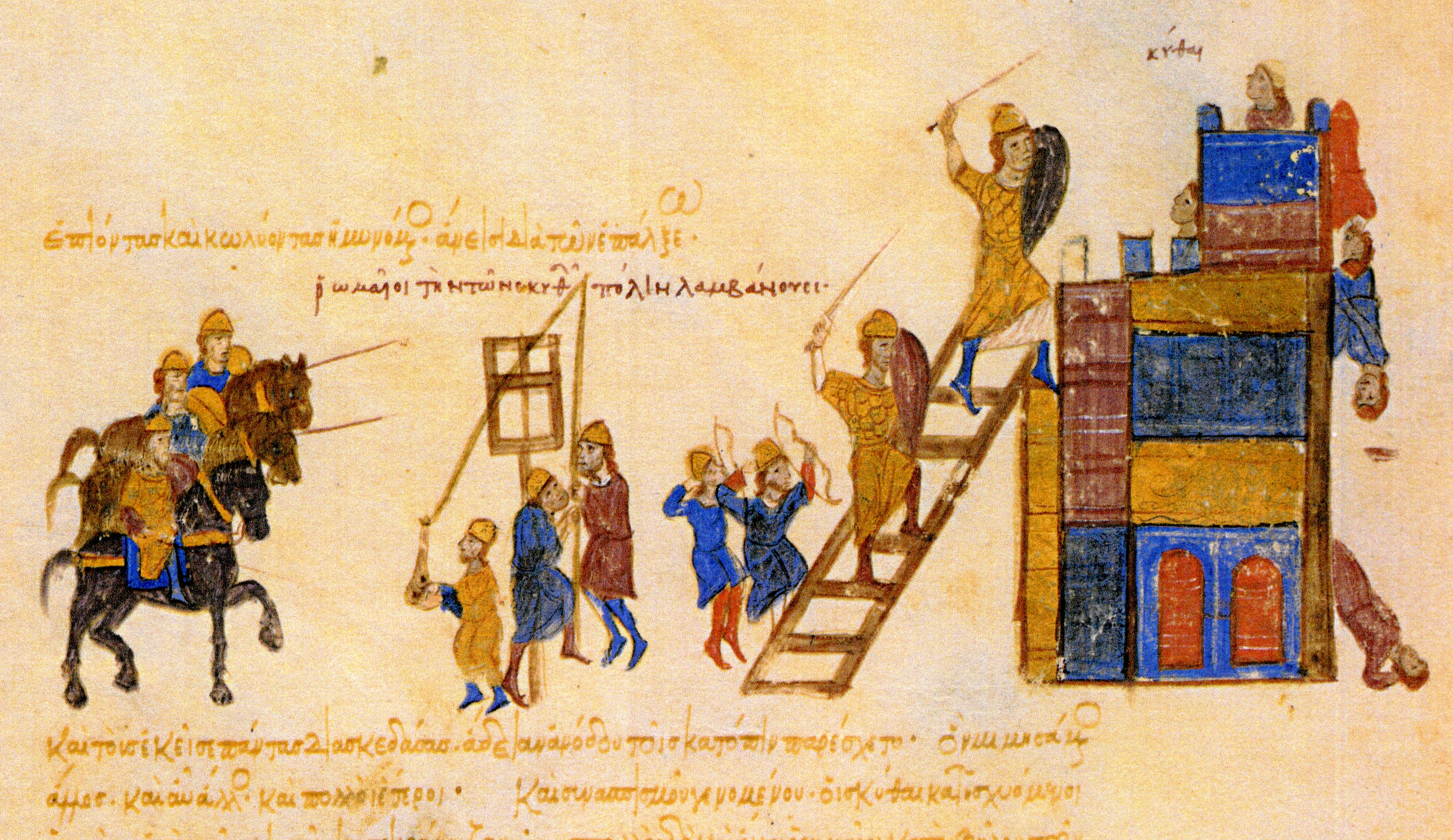
I bizantini saccheggiano la capitale bulgara Preslav

Nel 968 Boris II, futuro imperatore di Bulgaria, andò di nuovo a Costantinopoli per negoziare un accordo di pace con l'imperatore Niceforo II, ed apparentemente come ostaggio onorario. Questo accordo era destinato a porre una fine al conflitto tra la Bulgaria e Bisanzio, che avrebbero unito le proprie forze contro il principe Svjatoslav I di Kiev, che l'imperatore bizantino aveva messo contro i bulgari. Nel 969 una nuova invasione dalla Rus' sconfisse nuovamente i bulgari e Pietro I abdicò per farsi monaco. In circostanze che non furono completamente chiare, fu permesso a Boris II di tornare in Bulgaria e occupare il trono del padre.
Boris II non fu capace di fermare l'avanzata kievana e si ritrovò forzato ad accettare Svjatoslav come alleato e di voltare le spalle ai bizantini. Un'armata kievana nella Tracia bizantina venne sconfitta ad Arcadiopoli nel 970, ed il nuovo imperatore bizantino Giovanni I Tzimiskes avanzò verso nord. Non riuscendo ad assicurare la difesa dei passi dei monti Balcani, Svjatoslav permise ai bizantini di penetrare nella Mesia e stringere d'assedio la capitale bulgara Preslav. Anche se bulgari e bizantini si trovarono uniti nella difesa della città, i bizantini riuscirono a dar fuoco alle strutture e ai tetti di legno con dei missili infuocati ed a prendere la fortezza. Boris II divenne quindi un prigioniero di Giovanni I Zimisce, che continuò ad inseguire i russi, assediando Svjatoslav a Drăstăr (Silistra), mentre affermava di agire come alleato e protettore di Boris e trattando il monarca bulgaro con il dovuto rispetto. Dopo che Svjatoslav accettò lo status quo e se ne ritornò a Kiev, l'imperatore bizantino fece ritorno a Costantinopoli in trionfo. Lontano dall'aver liberato la Bulgaria come aveva affermato, Giovanni si portò appresso Boris II e la sua famiglia, insieme con il contenuto della tesoreria imperiale bulgara nel 971. Con una cerimonia pubblica a Costantinopoli, a Boris II furono tolte le insegne imperiali e venne dato il titolo di corte bizantino di magistros come risarcimento. Le terre bulgare in Tracia e nella bassa Mesia divennero quindi parte dell'impero bizantino e vennero poste sotto governatori bizantini.

## Conquista bizantina della Bulgaria

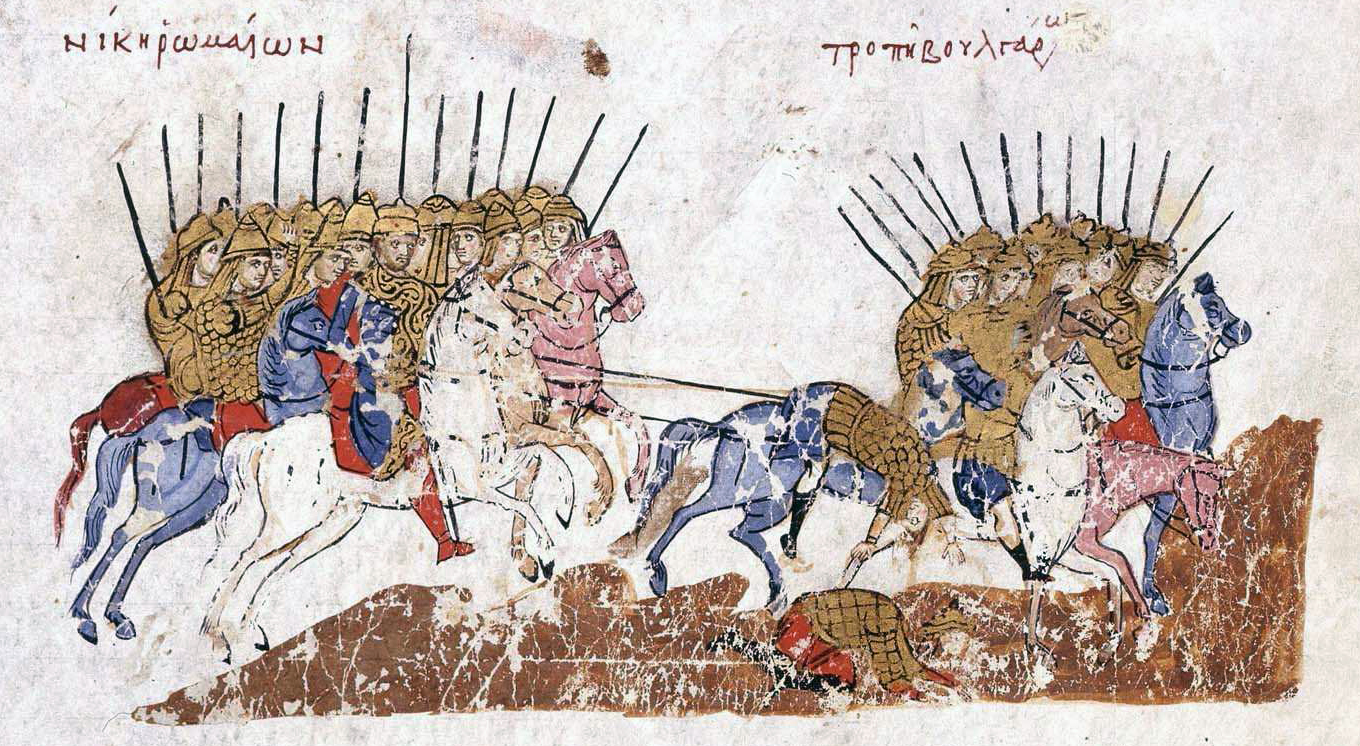
La vittoria dei bizantini sui bulgari, tardo XI secolo, Scilitze di Madrid

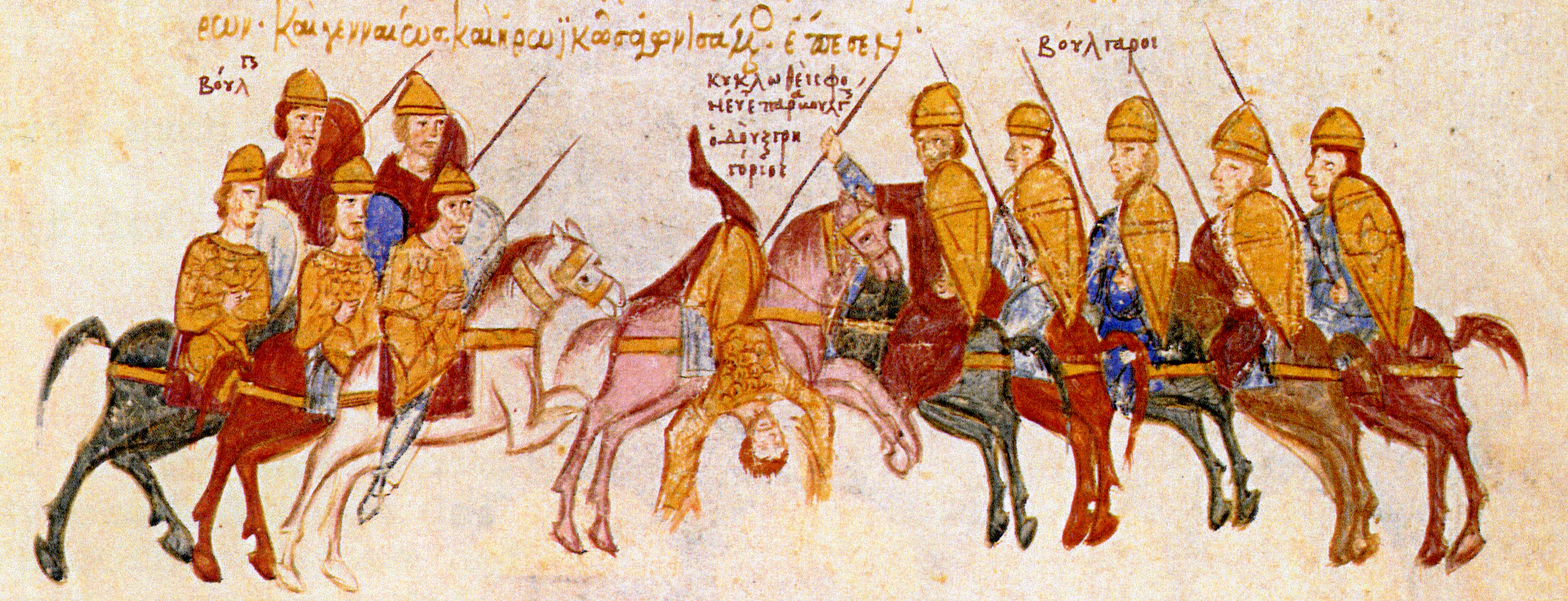
Scilitze di Madrid: i bulgari circondano ed uccidono il governatore di Tessalonica, Grēgorios Tarōnitēs, accorso a soccorrere il figlio Ašot.

Anche se la cerimonia del 971 era stata concepita come una fine simbolica dell'impero bulgaro, i bizantini non furono capaci di affermare il proprio controllo sulle regioni occidentali della Bulgaria. Queste rimasero sotto il dominio dei propri governatori, e specialmente di una nobile famiglia guidata da quattro fratelli chiamati i Cometopuli (Kometopouloi, cioè "i figli del conte"), chiamati Davide, Mosè, Aronne, e Samuele. Il movimento venne considerato «una rivolta» dall'imperatore bizantino, ma apparve più che altro come una sorta di reggenza in luogo del prigioniero Boris II. Quando cominciarono a fare incursioni nei territori vicini sotto l'autorità bizantina, il governo bizantino ricorse ad uno stratagemma concepito per compromettere la guida di questa ribellione. Ciò includeva il permettere a Boris II e a suo fratello Roman di scappare dalla loro prigionia onoraria alla corte romea, nella speranza che il loro arrivo in Bulgaria avrebbe causato una divisione tra i Kometopouloi e gli altri capi bulgari. Quando Boris II e Roman entrarono nella regione sotto controllo bulgaro nel 977, Boris II scese da cavallo ed andò avanti a suo fratello. Scambiato per un notabile bizantino a causa dei suoi vestiti, Boris venne colpito al petto da una sentinella sordomuta. Roman riuscì a farsi identificare dalle altre guardie e venne debitamente accettato come imperatore. Ad ogni modo, dato che era un eunuco (i bizantini lo avevano castrato così che non potesse avere eredi), non poteva salire al trono. Suo fratello Samuele riuscì invece a fronteggiare i bizantini. Malgrado alla fine i romei riuscirono ad annettere l'intera Bulgaria, Samuele resistette per decenni, e fu anche l'unico uomo ad aver mai sconfitto Basilio II in battaglia, quando nel 986 massacrò l'esercito del Basileus in una tremenda imboscata nella battaglia delle Porte di Traiano, ma l'imperatore (uno dei pochi sopravvissuti all'assalto) mentre tornava a Costantinopoli con ciò che rimaneva del suo esercito giurò solennemente che tutta la Bulgaria, un giorno, avrebbe pagato col sangue la sua disfatta.  La vittoria di Samuele spinse papa Gregorio V a riconoscerlo ufficialmente come zar, autorizzandone l'incoronazione. Nel 1001 iniziò una guerra su larga scala, ma stavolta l'esercito di Basilio era più forte e l'imperatore era determinato a conquistare la Bulgaria una volta per tutte. Spostò la maggior parte del potenziale bellico dalle campagne orientali contro gli arabi e Samuele fu costretto a ritirarsi nel cuore della sua terra. Comunque, continuando a perseguitare il potente esercito bizantino Samuele sperava di forzare Basilio a concordare una pace. Per circa dodici anni questa tattica mantenne indipendente la Bulgaria e tenne persino Basilio lontano dalle principali città bulgare, inclusa la capitale Ocrida.
Ad ogni modo, il 29 luglio 1014 a Kleidion (o Belasica) (nell'odierno distretto di Blagoevgrad), Basilio II riuscì a bloccare l'esercito bulgaro ed a indurre una battaglia mentre Samuele era assente. Fu una vittoria schiacciante e, secondo delle leggende di epoca posteriore, accecò 14 000 prigionieri, lasciando un uomo ogni cento con un occhio solo, in modo che potesse guidare gli altri in patria. La vista di questa atrocità fu troppo persino per Samuele, che si diede la colpa della sconfitta e morì meno di tre mesi dopo, il 6 ottobre. Anche se la storia è probabilmente una leggenda creata in tempi posteriori, Basilio II fu noto da quel momento come Bulgaroctono, il massacratore di bulgari.
L'impero bulgaro indipendente sopravvisse a Samuele solo per meno di quattro anni, e non fu in grado di liberarsi del governo bizantino se non nel 1186. Senza l'impero di Samuele, i bizantini poterono governare sull'intera penisola balcanica per la prima volta dopo le migrazioni slave del VI-VII secolo.

## La resistenza bulgara

### Giovanni Ladislao
Anche se l'impero bulgaro era stato conquistato, i bulgari continuarono a resistere ai bizantini. L'imperatore bulgaro Giovanni Ladislao restaurò le fortificazioni di Bitola nel 1015 e sopravvisse indenne ad un tentativo di assassinio intrapreso da agenti romei. Nonostante i bizantini avessero saccheggiato Ocrida, non riuscirono a prendere Pernik e ricevettero informazioni preoccupanti, soprattutto sul fatto che Giovanni Ladislao stava tentando di indurre i Peceneghi a venire in suo soccorso, seguendo il modo di agire tipico dei suoi predecessori.
Mentre le armate bizantine erano penetrate in profondità nella Bulgaria nel 1016, Giovanni Ladislao fu in grado di radunare le sue forze e cominciare un assedio di Durazzo nell'inverno del 1018. Durante una battaglia davanti alla città, Giovanni Ladislao venne ucciso. Dopo la sua morte, la maggior parte dell'aristocrazia bulgara e della sua corte, inclusa la vedova Marija, si arrese a Basilio II in cambio della garanzia di aver salva la vita e di conservare lo status nobiliare e le proprietà. Una fazione di nobili si raccolse intorno ai figli più grandi di Giovanni e continuò a resistere per molti mesi prima di soccombere.

### Pietro Deljan

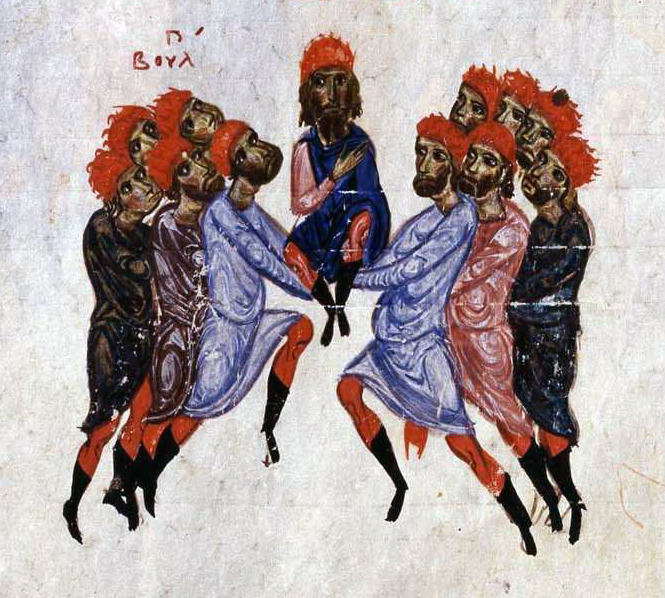
I bulgari proclamano Petăr Deljan imperatore

Il proclamato imperatore bulgaro Pietro II in seguito condusse una grande rivolta contro i bizantini. Pietro II Deljan prese Niš e Skopje, prima cooperando e quindi eliminando un altro potenziale capo, Ticomiro, che aveva guidato una ribellione nella regione di Durazzo. Dopo ciò Pietro II marciò su Salonicco, dove si trovava l'imperatore bizantino Michele IV. Michele fuggì, lasciando la sua tesoreria ad un certo Mihail Ivac. Quest'ultimo, che era probabilmente un figlio di Ivac, generale sotto l'imperatore Samuele, cambiò subito fronte e consegnò il grosso della tesoreria a Pietro fuori dalla città. Salonicco rimase in mani bizantine, ma la Macedonia, Durazzo e parti della Grecia settentrionale furono occupate dalle forze di Pietro II. Ciò ispirò altre rivolte slave contro il dominio bizantino in Epiro ed in Albania.
I successi di Pietro II Deljan terminarono, ad ogni modo, con l'interferenza di suo cugino, Alusiano. Quest'ultimo, il cui padre Giovanni Ladislao aveva ucciso il padre di Pietro, Gavril Radomir, nel 1015, si unì alle file di Pietro apparentemente come disertore della corte bizantina, dove era caduto in disgrazia. Alusiano venne accolto da Pietro II, che gli affidò un'armata con la quale attaccare Salonicco. L'assedio venne comunque fermato dai bizantini, i quali sconfissero l'armata ostile. Alusiano riuscì a malapena a scappare e fece ritorno ad Ostrovo. Una sera, durante una cena, Alusian approfittò dell'ubriachezza di Pietro II e gli tagliò il naso e lo accecò con un coltello nel 1041. Poiché Alusiano discendeva da Samuele, venne subito proclamato imperatore al posto di Pietro II dalle sue truppe, ma progettava di fare defezione per Bisanzio. Mentre le truppe bulgare e quelle bizantine si stavano preparando per la battaglia, Alusian disertò per il nemico e si diresse a Costantinopoli, dove gli furono restituiti i possedimenti e lettere e gli fu riassegnato il titolo di corte di magistros.
Nel frattempo, anche se accecato, Pietro II Deljan riprese il comando delle forze bulgare, ma l'imperatore bizantino Michele IV era determinato ad approfittare della situazione ed avanzò contro di lui. In una battaglia di cui si conoscono pochi dettagli svoltasi vicino ad Ostrovo, i bizantini sconfissero le truppe bulgare e Pietro II venne catturato e portato a Costantinopoli, dove probabilmente fu giustiziato.
Le saghe norrene riportano la partecipazione del futuro re norvegese Harald Hardråda, che, a quanto scritto, uccise Pietro II sul campo di battaglia come membro della guardia variaga. Questo resoconto appare supportato da una fonte laconica nella cosiddetta "Cronaca bulgara apocrifa". A prescindere dalla verità, Pietro II può essere morto nel 1041.

### Pietro III
Le truppe del neo-incoronato Pietro III presero Niš e Ocrida, ma subirono una pesante disfatti a ridosso di Kastoria. Il contrattacco bizantino occupò Skopje con l'aiuto di Georgi Voiteh, che dapprima tradì Pietro III e poi i bizantini, ma invano. Nel corso di un'altra battaglia, Pietro II fu catturato dai romei e mandato, insieme a Georgi Voiteh come prigioniero a Costantinopoli. Georgi Voiteh morì nel tragitto, mentre l'ex imperatore Pietro II finì in prigione prima a Costantinopoli e poi ad Antiochia.

## Teodoro Pietro e il Secondo impero bulgaro
Nel 1185, Teodoro Pietro e suo fratello minore Ivan Asen comparvero di fronte all'imperatore bizantino Isacco II a Kypsela per richiedere una pronoia, ma tale richiesta venne rifiutata ed Ivan Asen venne schiaffeggiato nella discussione che ne nacque. I due fratelli insultati fecero ritorno in Mesia e, approfittando del malcontento creato dalla pesante tassazione imposta dall'imperatore bizantino per finanziare la sua campagna contro Guglielmo II di Sicilia e per celebrare il proprio matrimonio con Margherita d'Ungheria, sollevarono una rivolta contro il dominio bizantino.
La ribellione non riuscì ad attecchire immediatamente la storica capitale della Bulgaria, Preslav, ma stabilì una nuova capitale a Tărnovo, presumibilmente il centro dell'insurrezione. Nel 1186, i ribelli subirono una disfatta, ma Isacco II non approfittò della vittoria e tornò a Costantinopoli. Con l'aiuto dei Cumani, una popolazione localizzata a nord del Danubio, Pietro IV ed Ivan Asen ripresero le loro posizioni e fecero delle incursioni in Tracia. Quando Isacco II penetrò di nuovo in Mesia nel 1187 non riuscì ad espugnare né Tărnovo né Loveč, e quindi firmò un trattato che riconosceva tacitamente la nascita del Secondo impero bulgaro, ma nessuna delle due parti aveva intenzione di mantenere la pace. Quando le armate della terza crociata, guidata da Federico Barbarossa, imperatore del Sacro Romano Impero, avanzarono verso Costantinopoli, alcuni rappresentanti di Pietro IV ed Ivan Asen lo contattarono per offrirgli assistenza militare contro Isacco II a Niš e di nuovo ad Adrianopoli.

## Rappresaglia fallita di Isacco II
Dopo il passaggio delle armate della terza crociata, Isacco II decise di occuparsi definitivamente dei bulgari. La spedizione venne pianificata su larga scala e raggiunse Tărnovo e quindi la pose sotto assedio per un periodo prolungato. Pietro IV aveva incoronato Ivan Asen come co-imperatore nel 1189 e, senza abdicare, si ritirò a Preslav. Incaricato di difendere Tărnovo, Ivan Asen I convinse l'imperatore bizantino a ritirarsi diffondendo la voce dell'arrivo di un grande esercito cumano in soccorso della città assediata. L'esercito bizantino in ritirata fu colto di sorpresa in un'imboscata nei passi dei Monti Balcani e Isacco II riuscì a malapena a scappare nel 1190.
La sorte passò a quel punto decisamente a favore dei bulgari, che presero la zona di Sredec (Sofia) e Niš nel 1191, la zona di Belgrado nel 1195, la zona di Mělník e Prosek nel 1196, e fecero diverse incursioni a sud fino a Serres. Quando l'imperatore bulgaro Ivan Asen I venne assassinato, il suo successore Kalojan continuò una politica di aggressione contro l'impero bizantino, stringendo un'alleanza con Ivanko, l'assassino di Ivan Asen I, che era passato in precedente al servizio bizantino ed era diventato governatore di Filippopoli (Plovdiv). Un altro alleato di Kalojan fu Dobromir Hriz, che governava l'area di Strumica. La coalizione si dissolse velocemente, dato che i bizantini sopraffecero sia Ivanko che Dobromir Hriz. Nonostante ciò Kalojan conquistò Konstanteia (Simeonovgrad) in Tracia e Varna dall'impero bizantino nel 1201, e il grosso della Macedonia slava nel 1202.

## Ascesa dell'Impero latino

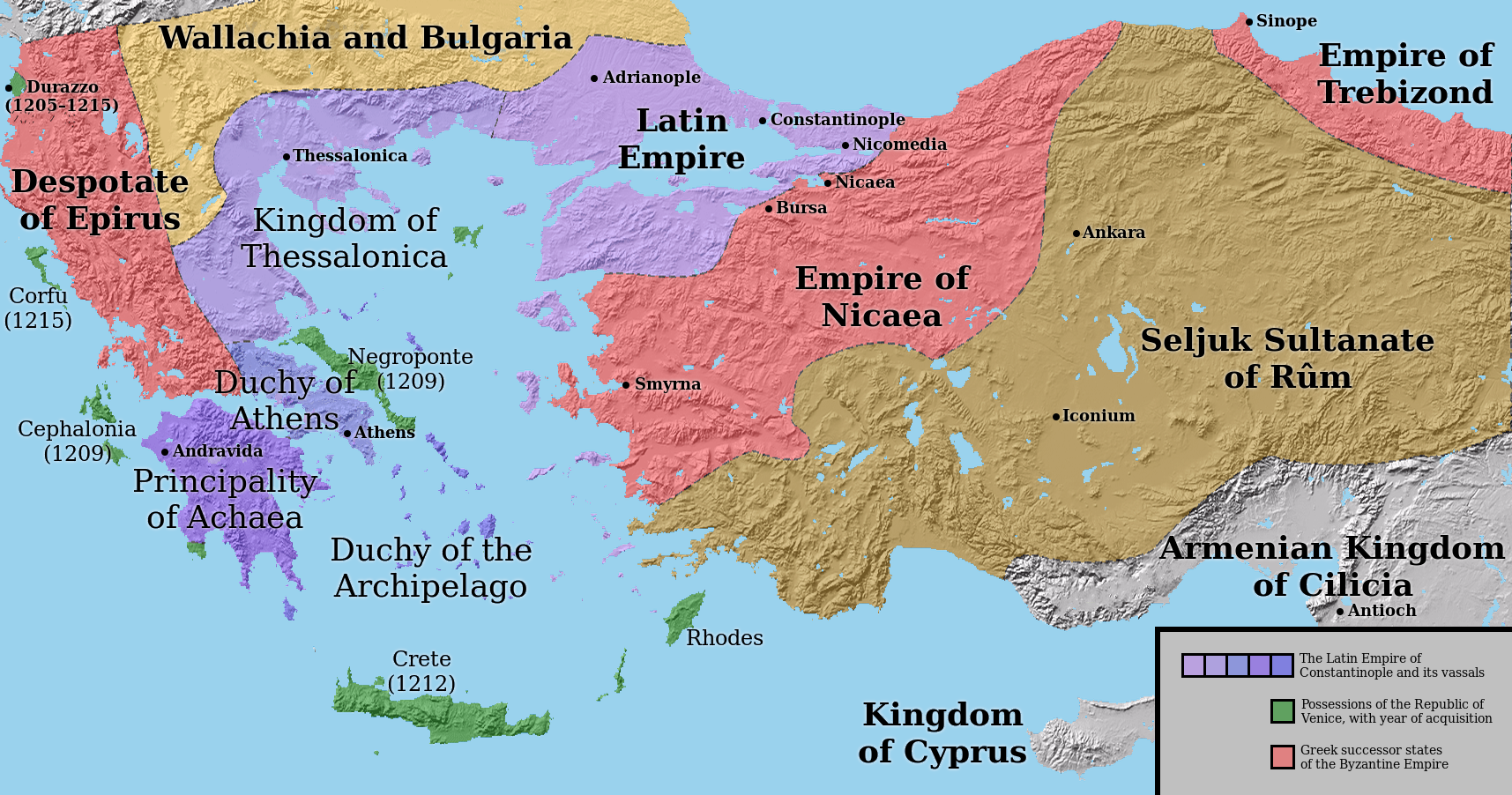
Valacchia-Bulgaria ed Impero Latino nel Duecento

La guerra tra bulgari e bizantini si trovava in uno stadio di stallo quando le armate della quarta crociata presero Costantinopoli e crearono l'impero latino, eleggendone imperatore Baldovino I delle Fiandre.
Kalojan apprezzò il disordinato scenario che si venne a creare e, al contempo, si propose ai crociati come alleato contro l'impero bizantino, ma la sua offerta fu disprezzata. Dal canto suo, l'impero latino espresse l'intenzione di conquistare tutte le terre del vecchio impero bizantino, incluse quelle sotto il governo di Kalojan. Il conflitto fu scatenato dall'aristocrazia bizantina in Tracia, che si ribellò al dominio latino nel 1205 e chiese aiuto a Kalojan, offrendo la propria sottomissione.

## Guerre latine
Anche se nel periodo di tempo tra il 1204 e il 1261 Bulgari e Bizantini combatterono soprattutto contro i Latini, entrambe le parti mantenevano un certo risentimento reciproco. Nonostante i successi bulgari contro i Latini, gli aristocratici romei cominciavano a cospirare una ribellione contro il dominio bulgaro. Anche Kalojan cambiò atteggiamento e si rivolse spietatamente contro i suoi antichi alleati, adottando il titolo di Romeoctono ("Rōmaioktonos - uccisore dei romani"), come controparte del titolo di Basilio II "Bulgaroctono". Tuttavia, le relazioni tra i bulgari e l'impero di Nicea, il principale Stato erede di Bisanzio, rimasero grosso modo buone, e il nuovo atteggiamento filo-niceano della Bulgaria culminò col matrimonio di Elena, figlia di Ivan Asen II, con il futuro imperatore Teodoro II, figlio dell'imperatore Giovanni III Vatatze. L'unione dinastica venne celebrata nel 1235 e coincise con la restaurazione del patriarcato bulgaro con il consenso dei patriarchi orientali. In seguito i bulgari decisero di non aiutare né l'impero latino né Nicea, dato che entrambi gli imperi erano troppo occupati a combattersi a vicenda per attaccare la Bulgaria. Come sottolinea Georgij Ostrogorskij, «l'audace ma incostante sete di potere dello zar di Bulgaria si era esaurita».

## Guerre civili bulgare

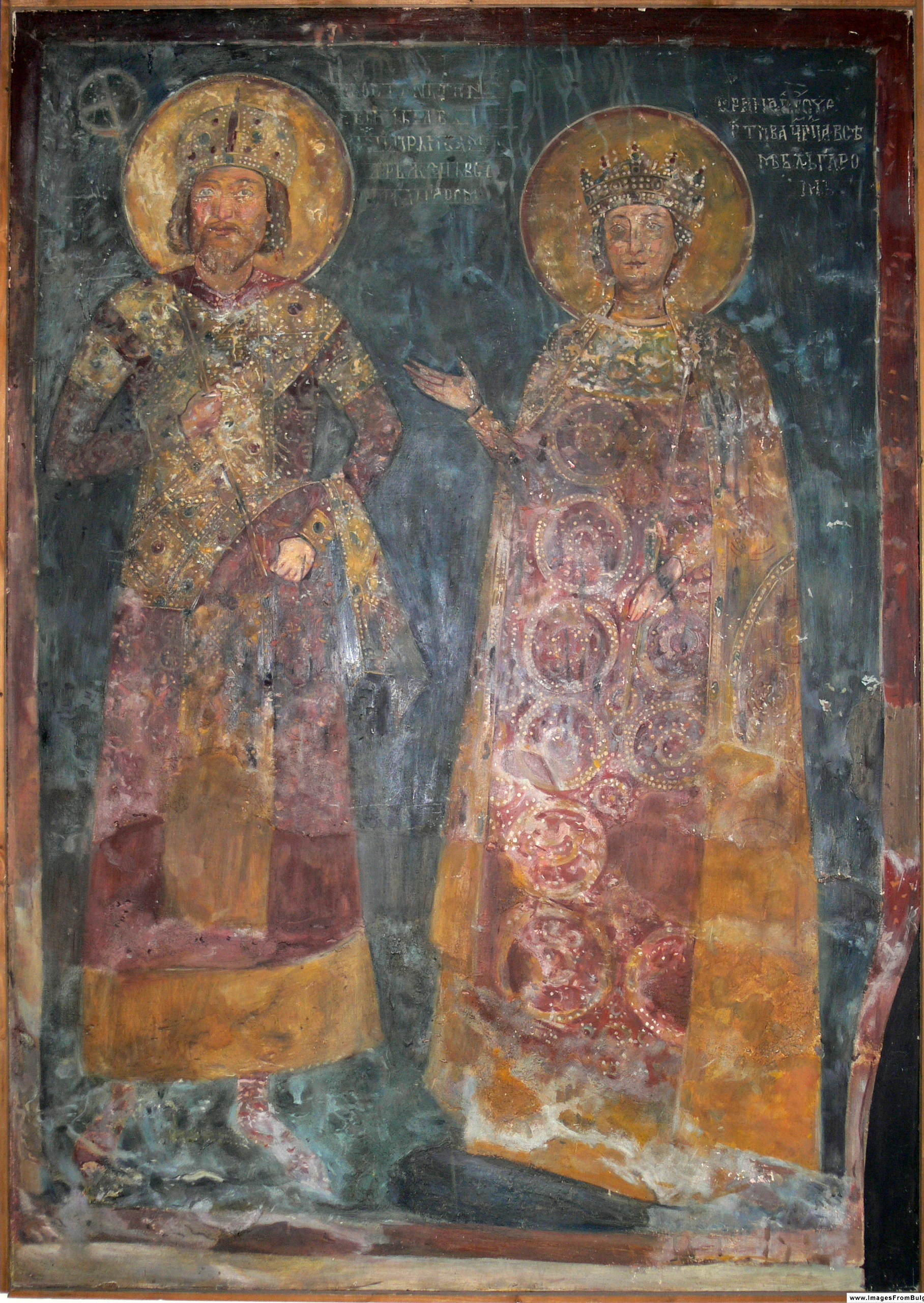
Costantino Tih, imperatore di Bulgaria (1257-1277)

Poco dopo la restaurazione dell'impero bizantino, Michele VIII Paleologo si ritrovò coinvolto nella guerra civile in Bulgaria. Michele VIII sosteneva Michele Asen III, e mandò diverse armate bizantine nel tentativo di imporre Ivan Asen III sul trono bulgaro invece di Ivailo, l'allora governatore della Bulgaria. Nonostante Ivailo avesse scongiurato vari tentativi, fu bloccato per tre mesi a Drăstăr (Silistra) dall'alleato mongolo di Michele VIII. Durante questo intervallo di tempo, un'armata bizantina mise sotto assedio la capitale bulgara Tărnovo e, essendo giunta la notizia della presunta morte di Ivailo, la nobiltà locale si arrese e accettò Ivan Asen III come imperatore nel 1279.
Poco tempo dopo, ancora nel 1279, Ivailo apparve improvvisamente davanti a Tărnovo con un'armata, ma non riuscì a prendere la città ben fortificata. Tuttavia sconfisse una forza di soccorso bizantina ben più grande vicino a Varna ed un'altra sui passi dei Balcani. Perse le speranze di soccorso, Ivan Asen III fuggì da Tărnovo nel 1280, mentre suo cognato, Giorgio Terter I occupò il trono. Il nuovo imperatore unificò temporaneamente l'aristocrazia ed Ivailo perse gradualmente sostegno.

## Guerre bizantine di Teodoro Svetoslav
Durante il XIII secolo, sia i bizantini che i bulgari cominciarono a indebolirsi, alleandosi spesso per respingere nemici più potenti come l'Orda d'Oro e i popoli turchi. In maniera opposta a questa nuova tendenza, nel 1301 il nuovo imperatore bulgaro Teodoro Svetoslav ebbe diversi scontri con i bizantini. Dapprima, il vecchio imperatore Michele II Asen, che provò senza successo ad avanzare in Bulgaria con un'armata bizantina circa nel 1302. Come conseguenza delle vittorie, Teodoro Svetoslav si sentì abbastanza sicuro per passare al contrattacco nel 1303 e prendere le fortezze nella Tracia nordorientale, incluse Mesembria (Nesebăr), Anchialo (Pomorie), Sozopoli, ed Agatopoli nel 1304. La rappresaglia romea non ebbe successo nella battaglia del fiume Skafida vicino a Sozopoli, dove il co-imperatore Michele IX Paleologo fu costretto a fuggire. Ad ogni modo la guerrà continuò, con Michele IX e Teodoro Svetoslav che saccheggiavano a vicenda la terre dell'altro. Nel 1305 lo zio di Teodoro Svetoslav, Aldimir, aprì dei negoziati con i bizantini, e Teodoro Svetoslav annesse le terre dello zio. Nel 1306 Teodoro Svetoslav si avvalse dei servizi dei mercenari ribelli alani contro i bizantini, che fece stanziare in Bulgaria, e tentò aperture invano con i mercenari della compagnia catalana, che si erano anch'essi ribellati contro i bizantini che li avevano assoldati. La guerra terminò con un trattato di pace nel 1307, cementato da un matrimonio tra il vedovo Teodoro Svetoslav e Teodora, figlia del co-imperatore Michele IX.

## Guerre bizantine di Giorgio Terter II
Dopo la morte del padre nel 1322, il nuovo imperatore, Giorgio Terter II venne coinvolto attivamente nella guerra civile dell'impero bizantino, quando il trono fu conteso da Andronico II Paleologo e da suo nipote Andronico III Paleologo. Approfittando della situazione Giorgio II invase la Tracia bizantina e, incontrando poca o del tutto nulla resistenza, conquistò la città di Filippopoli (Plovdiv) e parte dell'area circostante nel 1322 o nel 1323. Vi fu installata una guarnigione bulgara sotto il comando di un generale chiamato Ivan il Russo, mentre uno scriba di corte pregava Giorgio II come «possessore dello scettro bulgaro e greco». Una nuova campagna durante lo stesso anno portò alla conquista di varie fortezze intorno ad Adrianopoli, ma i bulgari stavolta vennero sconfitti e respinti da Andronico III. L'imperatore bizantino si stava preparando ad invadere la Bulgaria, quando venne a sapere che Giorgio II era morto, apparentemente di cause naturali.

## Guerre di Michele Asen III

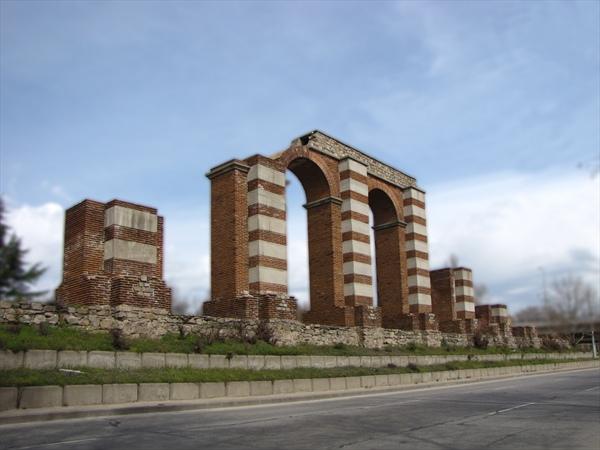
Resti di un acquedotto romano a Filippopoli (oggi Plovdiv), un insediamento più volte oggetto di contesa tra bulgari e bizantini

La morte di Giorgio II fu seguita da un breve periodo di confusione e incertezza, che venne utilizzato dall'imperatore bizantino Andronico III. I bizantini invasero la Tracia nordorientale e presero alcune città importanti. Allo stesso tempo, un pretendente sostenuto dai bizantini, Vojsil, fratello dell'ex imperatore bulgaro Smilec, si insediò a Krăn, controllando la valle tra i Monti Balcani e la Sredna Gora. A questo punto il neoeletto imperatore bulgaro Michele Asen III marciò verso sud contro Andronico III, mentre un'armata bizantina stava assediando Filippopoli (Plovdiv).
Anche se Michele Asen III riuscì a costringere Andronico III a ritirarsi, i bizantini riuscirono a riprendere Filippopoli, mentre i bulgari cambiavano la guarnigione. Nonostante questa perdita, Michele Asen III fu in grado di espellere Vojsil e recuperare il controllo sulla Tracia settentrionale e orientale nel 1324. Questa situazione fu confermata da un trattato di pace con l'Impero bizantino, sigillato dal matrimonio di Michele Asen III con Teodora Paleologina, la sorella di Andronico III, che era stata sposata in precedenza con Teodoro Svetoslav.
Nel 1327 Michele Asen III fu coinvolto nella rinnovata guerra civile dell'impero bizantino, prendendo le parti del cognato Andronico III, mentre suo nonno e rivale Andronico II ottenne il sostegno del re serbo. Andronico III e Michele Asen III si incontrarono e, dopo alcuni negoziati, conclusero un'alleanza antiserba. Nonostante ciò Michele Asen III aprì dei negoziati con Andronico II, offrendo sostegno militare in cambio di denaro e la cessione di alcune zone di confine. Avanzando verso il confine con il suo esercito, Michele Asen III mandò un distaccamento ad aiutare Andronico II, ma con l'intenzione effettiva di catturare l'imperatore. Avvertito dal nipote, Andronico II tenne lontano prudentemente il distaccamento bulgaro dalla capitale e da sé stesso. Rinunciando al proprio progetto, Michele Asen III tentò di prendersi alcune terre con la forza, ma si ritirò prima dell'avanzata di Andronico III. Vi fu un altro chiarimento davanti ad Adrianopoli nel 1328 che si concluse senza scontri e con il rinnovo del trattato di pace, dopo il quale Michele Asen III fece ritorno al suo paese, non senza prima essersi assicurato un grosso pagamento. Il 28 luglio 1330 ebbe luogo una grande battaglia a Velbažd (nei pressi della moderna Kjustendil) tra bulgari e serbi; i primi furono annientati e i bizantini, non intervenuti nel conflitto, presto ricevettero la notizia che il re di Serbia Stefano Uroš III aveva insediato a Tărnovo sua sorella Anna e il figlio di lei Ivan Stefano, scacciando Teodora, la sorella di Andronico.

## Difesa della Bulgaria da parte di Ivan Alessandro

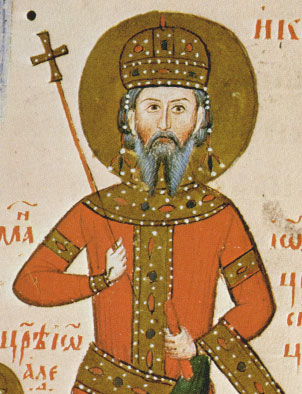
Ivan Alessandro di Bulgaria

All'inizio degli anni 1340, le relazioni bulgare con l'impero bizantino andarono temporaneamente deteriorandosi. Ivan Alessandro chiese l'estradizione di suo cugino Šišman, uno dei figli di Michele Asen III, minacciando il governo bizantino di guerra. La dimostrazione di forza di Ivan Alessandro si ritorse contro di lui, dato che i romei si accorsero della scarsa potenza di cui realmente disponeva e mandarono contro di lui la flotta dell'alleato turco, l'emiro di Smirne Umur Bey. Sbarcando sul delta del Danubio con 350 navi, i turchi di Umur Beg saccheggiarono l'entroterra e attaccarono le città bulgare nelle vicinanze. Costretto a ritirare le sue richieste, Ivan Alessandro invase ancora una volta l'impero bizantino alla fine del 1341, affermando che era stato chiamato dalla gente di Adrianopoli, Qui le sue truppe vennero sconfitte due volte dagli alleati turchi dei bizantini.
Tra il 1341 e il 1347 l'impero bizantino precipitò in una seconda prolungata guerra civile, tra la reggenza per l'imperatore Giovanni V Paleologo e il suo guardiano Giovanni VI Cantacuzeno. Ciò non solo dissolse i sogni di ri-espansione territoriale, ma spinse anche i vicini dell'impero bizantino ad approfittare della guerra civile. Mentre Stefano Uroš IV Dušan di Serbia si schierò con Giovanni VI, Ivan Alessandro sostenne Giovanni V e la sua reggenza. Tuttavia, anche se i due governanti balcanici sostenevano i fronti opposti, essi mantennero la loro alleanza. Come prezzo del sostegno di Ivan Alessandro, la reggenza di Giovanni V gli cedette la città di Filippopoli e nove importanti fortezze sui monti Rodopi nel 1344.

## Caduta della Bulgaria e dell'Impero bizantino
Nel 1422 la Bulgaria cadde nelle mani dei turchi ottomani, e dopo l'assedio del 1453 Costantinopoli si arrese agli aggressori osmanici. Dato che entrambe divennero parte dell'impero ottomano, la lunga serie di guerre bulgaro-bizantine poteva dirsi conclusa.

### Fonti primarie
- (EN) Cyril Mango e Roger Scott, The Chronicle of Theophanes Confessor. Byzantine and Near Eastern History, AD 284-813, Oxford, Oxford University Press, 1997, ISBN 0-19-822568-7.
- (EN) Giovanni Scilitze, A Synopsis of Byzantine History, 811-1057, traduzione di John Wortley, Cambridge University Press, 2010, ISBN 978-0-521-76705-7.

### Fonti secondarie
- Perry Anderson, Storia d'Europa: Il Medioevo, secoli V-XV, G. Einaudi, 1994, ISBN 978-88-06-13438-9.
- Jean-Claude Cheynet, Il mondo bizantino, a cura di Silvia Ronchey e Tommaso Braccini, 2: L'Impero bizantino (641-1241), Torino, Giulio Einaudi Editore, 2008, ISBN 978-88-06-18915-0.
- (EN) Florin Curta, Southeastern Europe in the Middle Ages, 500-1250, Cambridge, Cambridge University Press, 2006, ISBN 978-0-511-81563-8.
- Francis Dvornik, Gli slavi nella storia e nella civiltà europea, Edizioni Dedalo, 1985, ISBN 978-88-22-00504-5.
- (EN) John Van Antwerp Fine Jr., The Early Medieval Balkans: A Critical Survey from the Sixth to the Late Twelfth Century, Ann Arbor, University of Michigan Press, 1991, ISBN 978-0-472-08149-3.
- (EN) Dennis P. Hupchick, The Bulgarian-Byzantine Wars for Early Medieval Balkan Hegemony, Springer, 2017, ISBN 978-3-319-56206-3.
- Georgij Ostrogorskij, Storia dell'Impero bizantino, traduzione di Piero Leone, Torino, Einaudi, 2014, ISBN 978-88-06-22416-5.
- (EN) Timothy Reuter, The New Cambridge Medieval History, a cura di Paul Fouracre, et al., 6, C.1300-c.1415, Cambridge University Press, 1995, ISBN 978-0-521-36290-0.
- (EN) John Hutchins Rosser, Historical Dictionary of Byzantium, Scarecrow Press, 2012, ISBN 978-0-8108-7567-8.
- (EN) Plamen S. Tzvetkov, A History of the Balkans: A Regional Overview from a Bulgarian Perspective, vol. 1, EM Text, 1993, ISBN 978-07-73-41956-8.